# Mîtulîn, Zolociv
Mîtulîn (în ucraineană Митулин) este un sat în comuna Novosilkî din raionul Zolociv, regiunea Liov, Ucraina.

## Demografie
Componența lingvistică a localității Mîtulîn
     Ucraineană (100%)
Conform recensământului din 2001, toată populația localității Mîtulîn era vorbitoare de ucraineană (100%).